# James Bradley
James Bradley (n. martie 1693, Sherborne, Anglia, Regatul Unit – d. 13 iulie 1762, Chalford⁠(d), Stroud⁠(d), Anglia, Regatul Marii Britanii) a fost un astronom englez. Bradley a descoperit că era nevoie să modifice permanent înclinația telescopului său pentru a putea capta lumina stelelor pe măsură ce Pământul se rotea în jurul Soarelui. Astfel, a ajuns la concluzia că mișcarea Pământului deplasa telescopul în lateral față de lumina care cobora asupra acestuia. Unghiul de înclinație, numit aberație stelară, este aproximativ egal cu raportul dintre viteza orbitală a Pământului și viteza luminii. (Aceasta reprezintă și una dintre metodele prin care oamenii de știință au demonstrat că Pământul se mișcă în jurul Soarelui și nu invers.)

## Legături externe
- en Online catalogue of Bradley's working papers (part of the Royal Greenwich Observatory Archives held at Cambridge University Library)